# Lubiniezky (Mondkrater)
Lubiniezky ist ein Einschlagkrater im Südwesten der Mondvorderseite am nordwestlichen Rand des Mare Nubium, nordwestlich des Kraters Bullialdus.
Der Krater ist weitgehend von den Laven des Mare überflutet, so dass nur noch ein Rest des Kraterrandes sichtbar ist.
| Buchstabe | Position           | Durchmesser | Link |
| --------- | ------------------ | ----------- | ---- |
| A         | 16,47° S, 25,71° W | 30 km       |      |
| D         | 16,55° S, 23,53° W | 7 km        |      |
| E         | 16,59° S, 27,38° W | 37 km       |      |
| F         | 18,37° S, 21,91° W | 7 km        |      |
| G         | 15,38° S, 20,33° W | 4 km        |      |
| H         | 17,03° S, 21,27° W | 4 km        |      |

Der Krater wurde 1935 von der IAU nach dem polnischen Astronomen Stanislaus Lubienietzki offiziell benannt.